# Daniel Georg Morhof
Daniel Georg Morhof (Wismar, 1639-Lübeck, 1691) fue un humanista, historiógrafo y filólogo alemán. 

## Biografía intelectual
Firmemente arraigado en la tradición humanística y dedicado sucesivamente a sus cátedras de Poesía, Retórica e Historia en Rostock y Kiel, fue autor de una extensa producción de la cual han sido influyentes sobre todo dos obras, compuestas en alemán y latín respectivamente, un tratado general sobre la poesía y una suerte de construcción enciclopédica, una y otra asimismo de reseñable función en el desenvolvimiento del Barroco alemán.
Si esta última, Polyhistor, fue relevante sobre todo para Johann Albert Fabricius y la difusión cultural de la época, la primera puede ser considerada como el eslabón intermedio entre el monografismo comparatista fundado directamente en el parangón greco-latino representado por Escalígero (Libro V) y Origen, progresos y estado actual de toda la literatura, la obra de Juan Andrés mediante la cual se alcanza el horizonte pleno de la Historia universal y comparada de la literatura, de las letras y las ciencias. Morhof traza la relación de la poesía alemana con el conjunto fundamental de las literaturas europeas, siendo en este sentido el principal antecedente de la Comparatística moderna.

## Obras fundamentales
- Unterricht von der Teutschen Sprache und Poesie (Kiel, 1682).[2]
- Polyhistor, literarius, philosophicus et practicus (Lübeck, 1688).[3]